# Els ocells (obra de teatre)

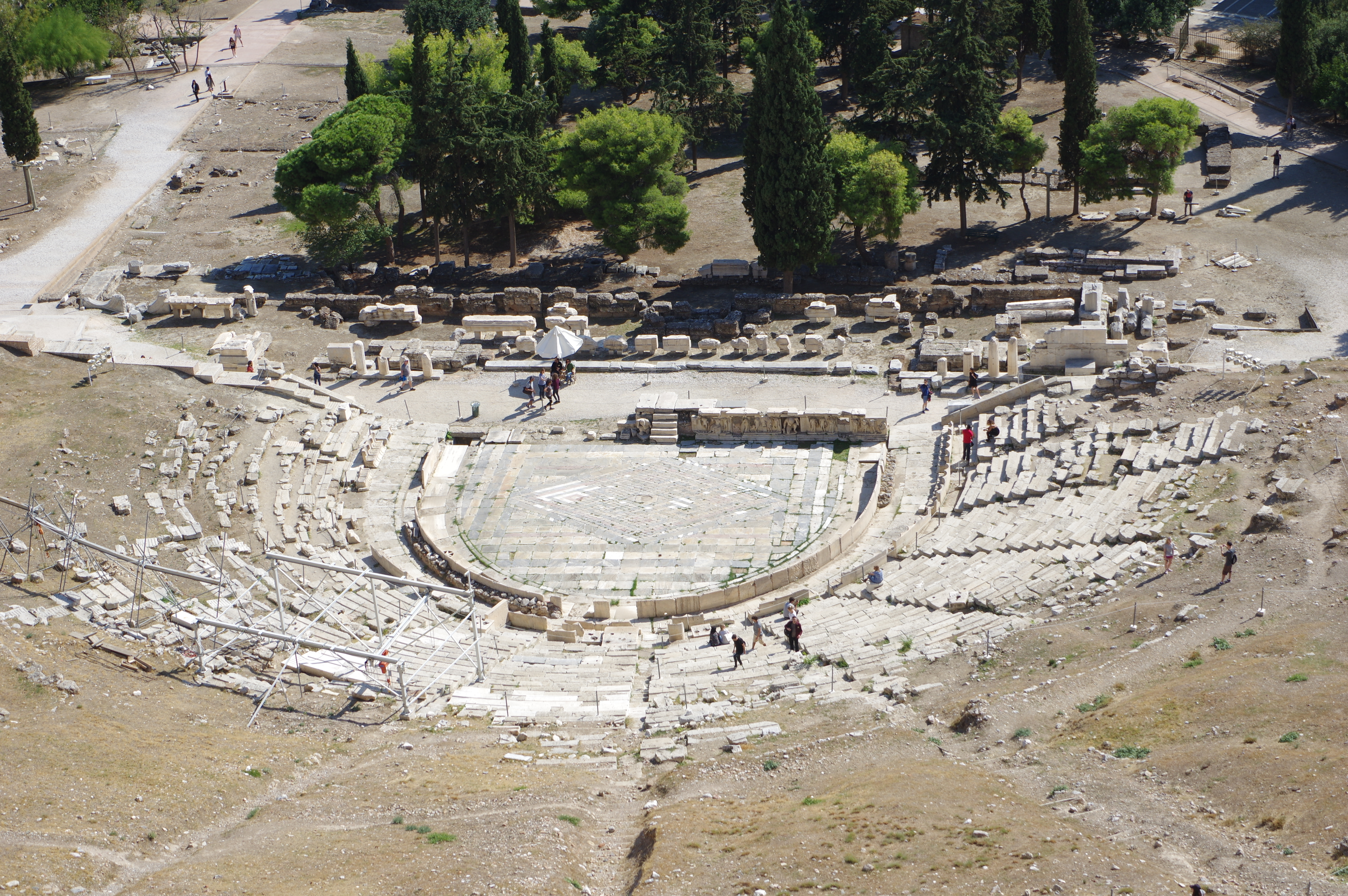
Teatre de Dionís al peu de l'Acròpolis. S'hi representaven les comèdies aristofàniques

Els ocells (en grec antic: Ὄρνιθες) és una comèdia escrita per Aristòfanes.
Va ser representada l'any 414 aC al Festival de Dionís, en què va guanyar el segon premi. A diferència de les obres anteriors de l'autor, no menciona la Guerra del Peloponès. En temps moderns, l'obra ha estat aclamada com una fantasia perfectament realitzada, remarcable per la seva imitació còmica dels ocells i per l'alegria de les seves cançons. És la més llarga de les obres conservades d'Aristòfanes i és un clar exemple convencional de la comèdia antiga.
En el llenguatge d'Aristòfanes hi ha una sèrie de jocs de paraules, equívocs i frases fetes propis de la comèdia antiga i característics de l'autor. Se'n troben al llarg de la comèdia i especialment en punts culminants de la narrativa dramàtica, marcant un punt àlgid o servint com intensificació del sentit còmic d'un passatge en concret.

## Argument
Pisthetaerus, un atenès de mitjana edat, fuig fastiguejat per la inutilitat dels seus polítics i convenç el món dels ocells per crear una nova ciutat al cel, i d'aquesta manera obtenir el control de totes les comunicacions entre humans i déus i recuperar el seu lloc al cosmos com a divinitats. Ell és transformat extraordinàriament en una figura d'ocell i amb l'ajut dels seus amics, els ocells, i amb els consells de Prometeu, va reemplaçar Zeus com el poder eminent al cosmos. Els déus olímpics i els humans intenten impedir-ho debades.

## Representacions
- 1982: King's College Classical society; grec original; representació commemorada a la pàgina web de King's College.
- 1983: Teatre Grec de Nova York, basada en una traducció de Walker Kerr amb cançons i lletres per Evangelos Fampas i John Neil Harris; avaluada a New York Times.
- 2009: Institut de Bellefonte Area, basada en una adaptació dels actors i el director.
- 2019: Sala Beckett, creació de La Calòrica a partir de l'obra d'Aristofanes. Direcció: Israel Solà i dramatúrgia de Joan Yago. Repartiment: Xavi Francés, Aitor Galisteo-Rocher, Esther López i Marc Rius.[5][6]
- 2023: Universitat de Barcelona, adaptació del Grup de Teatre Clàssic de la UB basada en la traducció d'Eloi Creus i Sabater, amb música original composta pels estudiants.

## Traduccions
- John Hookham Frere, 1839 - vers
- William James Hickie, 1853 - prosa, text complet en anglès
- Benjamin B. Rogers, 1924 - vers
- Arthur S. Way, 1934 - vers
- Eugene O'Neill, Jr, 1938 - prosa: text complet en anglès
- Dudley Fitts, 1957 - prosa i vers
- William Arrowsmith, 1962 - vers[7]
- Alan H. Sommerstein, 1987 - prosa
- George Theodoridis 2002 - prosa:
- Ian Johnston, 2003 - vers: text complet en anglès
- traductor desconegut - prosa: text complet, anglès
- Claudia Haas i Richard Cash - obra: text de mostra Arxivat 2006-09-02 a Wayback Machine.

### Traduccions catalanes
- Aristòfanes. Comèdies, vol. IV: Els ocells. Lisístrata (en grec - català). Traducció: Manuel Balasch.  Barcelona: Fundació Bernat Metge, 1973 (Escriptors grecs). ISBN 8472250644.[8]
- Aristòfanes. Els ocells. Traducció: Cristián Carandell. segona edició.  Institut del Teatre (Diputació de Barcelona), 2007 (Col·lecció Popular de Teatre Clàssic Universal ; 60). ISBN 978-84-9803-254-3.

## Altres obres d'Aristòfanes
- Els acarnesos
- Els cavallers
- Els núvols
- Les vespes
- Pau
- Lisístrata
- Tesmofòries
- Les granotes
- Les assembleistes
- Plutus